# Terremoto de Denali de 2002
El terremoto de Denali de 2002 se produjo a las 13:12 hora local (22:12:41 UTC) del 3 de noviembre de 2002, con epicentro a 66 kilómetros al este-sudeste del Parque nacional y reserva Denali, Alaska, Estados Unidos. Este terremoto 7,9 fue el más grande registrado en el interior de los Estados Unidos durante más de 150 años. El terremoto fue el más fuerte jamás registrado en el interior de Alaska. Debido a la ubicación remota, no hubo víctimas y sólo unos pocos heridos.
Debido a la poca profundidad del epicentro del terremoto a menos de 5 km, el sismo se sintió tan lejos como Seattle y generó seiches en cuerpos de agua tan lejanos como Nueva Orleans. Cerca de 20 casas flotantes fueron dañadas por un seiche en un lago en el estado de Washington.

## Daños

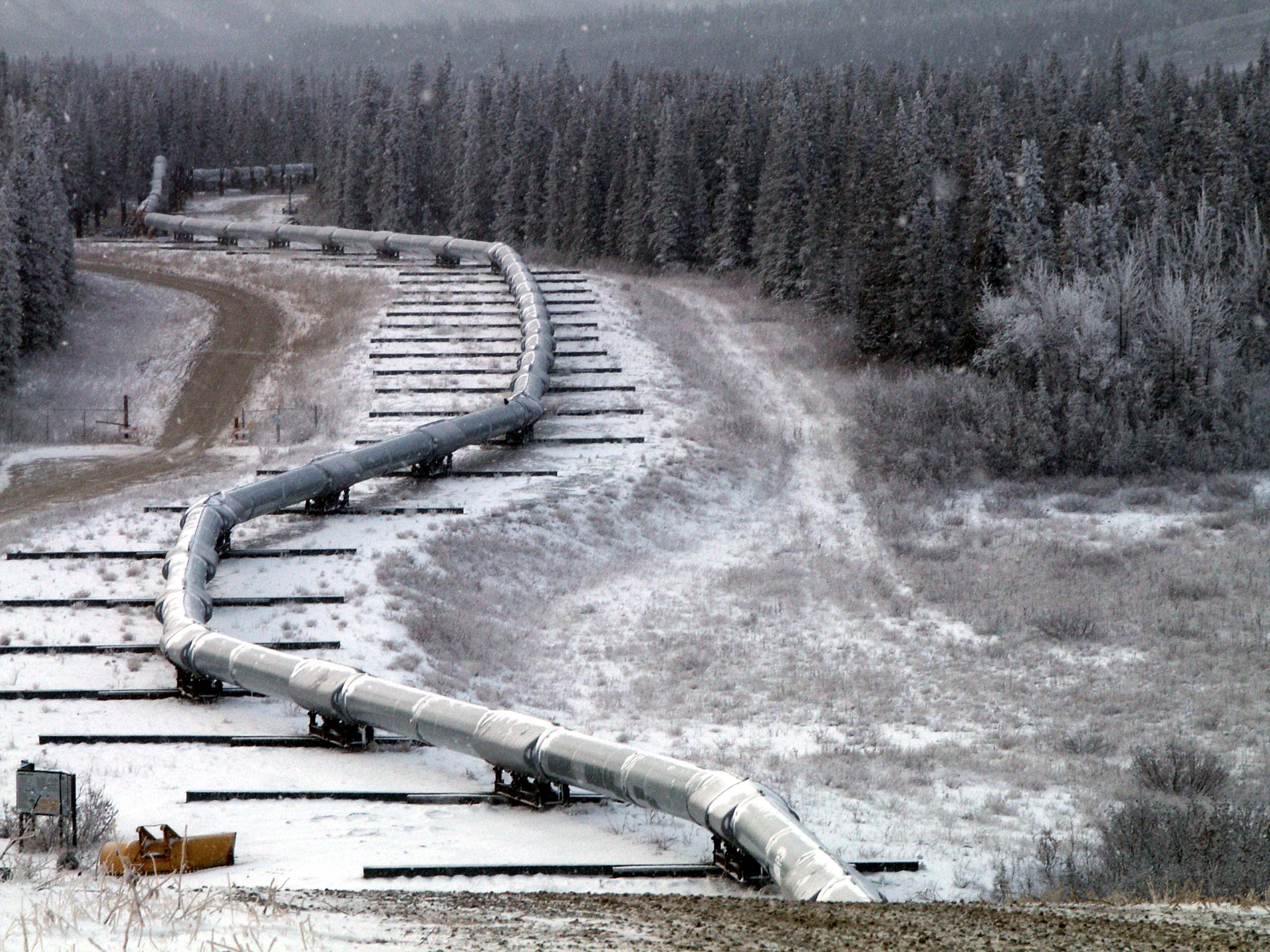
Vista del oleoducto Trans-Alaska mostrando la distorsión tras unos pocos días después del terremoto.

Daños menores se reportaron sobre un área amplia. Los únicos casos de daños graves ocurrieron en las carreteras que cruzaban la traza de la falla y las zonas que sufrieorn de la licuefacción de suelo, por ejemplo el aeropuerto Northway. Varios puentes fueron dañados pero ninguno fue cerrado al tráfico.
El sistema de oleoducto Trans-Alaska cruza la traza de ruptura. La tubería sufrió algunos daños menores en los soportes durante el terremoto. No hubo derrames de petróleo, ya que la tubería en ese lugar fue diseñada para moverse lateralmente a lo largo de las vigas para soportar el movimiento importante en la falla de Denali.

## Características
La ruptura inicial del 3 de noviembre estaba en un segmento de la falla en el glaciar Susitna al sur de la falla de Denali.

## Ajuste tectónico
La falla de Denali es una de las principales del sistema de desgarre dextral, de magnitud similar al sistema de la falla de San Andrés. Alaska, moviéndose de este a oeste, las interacciones de las placas cambian de un límite de transformación entre las placas del Océano Pacífico y de América del Norte a una zona de colisión con una microplaca, el del terrano Yakutat, que está en proceso de ser acrecido a la placa de América del Norte, a un límite destructivo a lo largo de la línea de las islas Aleutianas. El sistema de fallas de Denali-Totschunda es una de las estructuras que se adaptan a la acreción del terrano Yakutat.